# Orli Znojmo
Orli Znojmo je češki hokejski klub iz Znojma z domačo dvorano Hostan Arena, ki je bil ustanovljen leta 1933. V sezoni 2011/12 so kot prvi češki klub prestopili v avstrijsko ligo.

## Ime kluba
- 1933 - TJ Sokol Znojmo
- 1993 - SK Agropodnik Znojmo
- 1997 - HC Excalibur Znojemští Orli
- 2001 - HC JME Znojemští Orli
- 2006 - HC Znojemští Orli
- 2009 - Orli Znojmo

## Znameniti hokejisti
- Jiří Heš
- Petr Kaňkovský
- Patrik Fink
- Peter Pucher
- Jiří Dopita
- Jiří Trvaj
- Marek Uram
- Oldřich Svoboda
- Marek Vorel
- Radek Haman
- Martin Havlát
- Patrik Eliáš
- Tomáš Vokoun
- Milan Procházka